# Smaragdmangokolibri
Der Smaragdmangokolibri (Anthracothorax viridis) oder Smaragdmango ist eine Vogelart aus der Familie der Kolibris (Trochilidae), die endemisch auf Puerto Rico vorkommt. Der Bestand wird von der IUCN als „nicht gefährdet“ (least concern) eingeschätzt. Die Art gilt als monotypisch.

## Merkmale

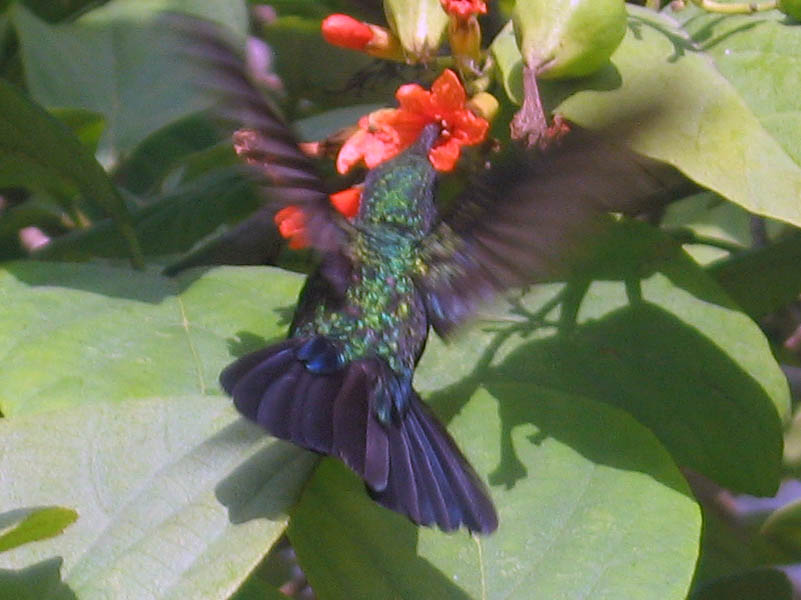
Smaragdmangokolibri

Der Smaragdmangokolibri erreicht eine Körperlänge von etwa 11 bis 14 cm bei einem Gewicht von 7 g. Die Geschlechter sind sich sehr ähnlich. Der Vogel hat einen leicht gebogenen schwarzen Schnabel. Die Oberseite ist smaragdgrün, die Unterseite metallisch blaugrün. Der abgerundete Schwanz ist metallisch blauschwarz. Adulte Weibchen haben einen kleinen weißen Augenfleck, den Männchen nicht haben. Immature Vögel haben bräunliche Fransenfedern am Kopf und am Rücken.

## Verhalten und Ernährung
Der Smaragdmangokolibri bezieht seinen Nektar von Blüten blühender Bäume, Gestrüpp und Ranken wie z. B. Pariti tilaceum, Leonotis leonotum, Quisqualis indica und Pflanzen der Gattung der Prunkwinden. Dazu gehören Insekten, die der Vogel im Flug fängt, zu seiner Nahrung. Oft erbeutet er diese oberhalb der Baumkronen. Eine weitere wichtige Proteinquelle sind Spinnen, die er von der Oberflächen von Blättern absammelt. Unverdauliches chitinhaltiges Futter erbricht er in Kügelchen. Sein Futter sucht er in den Straten vom tiefen Unterholz bis in die Baumkronen. An blühenden Bäumen verteidigen Männchen ihr Futterterritorium.

## Fortpflanzung
Die Brutsaison ist zumindest von Oktober bis Mai. Das Nest ist ein weicher kompakter Kelch, der außen mit Flechten verziert ist. Dieses bringt der Smaragdmangokolibri an vertikalen Zweigen in hohen Bäumen an, die sich meist über 8 Meter über dem Boden befinden. Ein Gelege besteht aus zwei weißen Eiern. Die Küken sind schwarz mit zwei Streifen am Rücken. Pro Saison gibt es nur eine Brut.

## Lautäußerungen
Der Smaragdmangokolibri gilt als eher ruhiger Zeitgenosse. Sein Gesang beinhaltet wiederholte hohe Phrasen, die mit einem schleppenden Summen beginnen, das wie stsss-stsi-stsi-tschup-stsi-stri... klingt. Laute beinhalten auch wiederholte kurze tsik-Töne und helles zwitscherndes Geträller. In feindseligen Situationen gibt der Smaragdmangokolibri laute scharfe Rassel- und Schnattertöne von sich.

## Verbreitung und Lebensraum

Verbreitungsgebiet des Smaragdmangokolibris

Der Smaragdmangokolibri bevorzugt die Plantagen und Wälder in den zentralen und westlichen Bergen Puerto Ricos. Sehr selten sieht man ihn auch in den Küstengebieten. Meistens ist er in Höhenlagen von 800 und 1200 Meter unterwegs.

## Migration
Der Smaragdmangokolibri gilt als Strichvogel, der in den Höhenlagen wandert, abhängig von der Blühsaison.

## Etymologie und Forschungsgeschichte
Die Erstbeschreibung des Smaragdmangokolibris erfolgte 1801 durch Jean Baptiste Audebert und Louis Pierre Vieillot unter dem wissenschaftlichen Namen Trochilus viridis. Das Typusexemplar stammte von den nördlichen Inseln Amerikas und wurde den Autoren von René Maugé zur Verfügung gestellt. Bereits 1831 führte Friedrich Boie die Gattung Anthracothorax ein. Erst später wurde auch der Smaragdmangokolibri der Gattung zugeordnet. Dieser Name leitet sich vom griechischen ἄνθραξ, ἄνθρακος ánthrax, ánthrakos für „Kohle, kostbarer Stein“ und θώραξ, θώρακος thōrax, thōrakos für „Brust“ ab. Der Artname viridis ist das lateinische Wort für „grün“.